# Дом Леандера
Дом Леандера — одна из достопримечательностей Сортавалы, находится в центре города на углу улиц Карельской и Гагарина и Главной площади. Входит в список объектов культурного наследия (памятников истории и культуры), находящихся на территории Сортавальского района.
Дом напоминает небольшой замок, выстроенный в стиле финского национального романтизма.

## История

### Строительство
Здание было построено в 1905 году по проекту малоизвестного тогда архитектора Элиэля Сааринена. Его карьера была связана с Национальным акционерным банком (фин. Kansallis-Osake-Pankki). Отделение банка работало с 1901 года в деревянном здании, располагавшемся на том же месте. Директором сортавальского отделения с 1901 по 1911 был брат Элиэля Ханнес Сааринен (Hannes Saarinen, 1872–1950). В 1905 году, когда строительство было окончено, контора банка разместилась на первом этаже нового здания. На втором этаже располагалось несколько квартир руководства банка.

### Здание банка
В 1911 году директором отделения стал Оски Леандер (Oskar Johannes Leander), по имени которого дом и получил своё нынешнее название.
В 1934 году здание по проекту известного архитектора Ларса Сонка подверглось переделке, в ходе которой были увеличены оконные проёмы первого этажа.

### Советский период
В советское время в здании долгое время находилось отделение милиции.

### Современность
После освобождения части помещений подразделениями внутренних дел в период с 1994 по 1999 год эти помещения использовались отделением Сбербанка. При этом в 1995 году дом Леандера как «здание с конторой банка» вместе с рядом других зданий — памятников истории и культуры был передан из государственной собственности Республики Карелия в муниципальную собственность города Сортавалы. В декабре 1996 года здание было передано Сбербанку в лице Сортавальского отделения №6638 в аренду по договору.
В 1999 году было зарегистрировано право муниципальной собственности на здание.
В 2004 году судебным приставом-исполнителем Сортавальского отдела Управления Федеральной службы судебных приставов здание было арестовано за долги муниципального образования «Город Сортавала». В 2006 году состоялись торги по продаже арестованного имущества. По итогам торгов филиал специализированного государственного учреждения при Правительстве Российской Федерации «Российский фонд федерального имущества» в Санкт-Петербурге и Ленинградской области продал здание Сбербанку за 8 520 000 рублей.
В 2007 году территориальное управление Федерального агентства по управлению федеральным имуществом по Республике Карелия пыталось через суд оспорить продажу здания через суд, однако иск не был удовлетворён.
В настоящее время отдельные помещения в доме Леандера занимает Сортавальский отдел УФСБ России по Республике Карелия на основании договора аренды, заключенного со Сбербанком.